# Григорьевка (Стерлитамакский район)
Григорьевка (баш. Григорьевка) — деревня в Стерлитамакском районе Республики Башкортостан Российской Федерации. Входит в состав Ашкадарского сельсовета.

## География

### Географическое положение
Находится на левом берегу реки Ашкадар.
Расстояние до:
- районного центра (Стерлитамак): 31 км,
- центра сельсовета (Новофедоровское): 4 км,
- ближайшей ж/д станции (Стерлитамак): 31 км.

## Население
| 2002 | 2009 | 2010 |
| ---- | ---- | ---- |
| 106  | ↗115 | ↘86  |

Национальный состав
Согласно переписи 2002 года, преобладающая национальность — русские (71 %).